# Sveti Dominik
Sveti Dominik Guzman (lat. Sanctus Dominicius, šp. Santo Domingo), rodnim imenom Domingo Félix de Guzmán y Aza (Caleruega, oko 1170. – Bologna, 6. kolovoza 1221.) bio je kastiljski katolički svećenik, propovjednik u Francuskoj i Italiji, osnivač Reda propovjednika (dominikanaca).

## Životopis
Dominik Guzman rođen je oko 1171. u Caleruegi u Kastilji (Španjolska) kao potomak plemićke obitelji. Godine 1216. papa Honorije III. potvrđuje osnutak Reda Propovjednika. Godine 1217. iz Toulousea u južnoj Francuskoj šalje svoju braću, jedne u Pariz, druge u Španjolsku, razdvajajući još uvijek nejaku zajednicu. U Palenciji u Španjolskoj Dominik studira filozofiju i teologiju. Već u to vrijeme pokazuje svoju veliku ljubav prema siromasima. Kad je zavladala strašna glad, Dominik prodaje svoje skupocjene knjige i pomaže ljudima u nevolji, jer kako sam kaže, nije mogao učiti iz mrtvih koža dok oko njega živi ljudi umiru od gladi.
Sveti Dominik nije ostavio gotovo ništa napisano, ali se njegov duh osjeća u djelima njegovih učenika i duhovnih sinova koji prenose baštinu Utemeljitelja Reda propovjednika. To izvrsno potvrđuju i djela bl. Jordana Saskog, Dominikova prvog suradnika i prvog nasljednika u upravi Reda, autora Knjižice o počecima Reda propovjednika, Molitve sv. Dominiku i Pisama. Jordan Saski ocrtao je povijest Dominikova djela u Knjižici o počecima Reda propovjednika. 
Dominik umire u Bologni 6. kolovoza 1221. u 51. godini života. Dvanaest godina kasnije, 1233., papa Grgur IX. proglašava ga svetim.

## Pismo koludricama u Madridu
Uz samostan u Segoviji, sv. Dominik je osnovao 1219. u svojoj rodnoj Španjolskoj i drugi samostan u Madridu. Žitelji Madrida darovali su braći propovjednicima zgradu s posjedom, a na njihovoj darežljivosti zahvaljuje im i papa Honorije III. u ožujku 1220. Želeći okupiti i sestre na jedno mjesto i osigurati im prikladno mjesto za redovnički život, Dominik već u svibnju iste godine na Općem zboru Reda u Bologni naređuje da se zgrada i svi posjedi ustupe sestrama. Time samostan postaje samostanom monijalnih sestara. To čini u duhu odluke Općeg zbora da ni samostani ni pojedina braća ne mogu imati ništa u svome vlasništvu. Braća dominikanci ostaju u Madridu samo kao duhovnici i ispovjednici sestara.
Jedino očuvano pismo koje je Dominik napisao svojom rukom jest pismo na latinskom, napisano koludricama u Madridu, a najvjerojatnije potječe iz druge polovice svibnja 1220., ubrzo nakon održavanja Općeg zbora 17. svibnja u Bologni. Pismo odiše osjećajem nježnosti, ali i strogosti kojom utemeljitelj, svjestan važnosti sestara u ostvarenju poslanja Reda,  ističe samo najvažnije točke na koje moraju svratiti posebnu pozornost. Sestri priori ostavlja da prema svojim ovlastima regulira sve ostalo, pa i primanje novih članova u zajednicu.
No, kako je riječ o samom početku madridske zajednice sestara Dominik im, po dolasku u Pariz sredinom 1219., šalje svoga rođenoga brata Manesa. On će s velikim trudom, ali i uspjehom, okupiti sestre i urediti funkcioniranje zajednice. U svom pismu Dominik spominje da sestre imaju svoje pravilo koje prikladno uređuje svakodnevni život u zajednici. Najvjerojatnije je riječ o pravilu sestara dominikanki iz Prouilha (Južna Francuska) kojim ih je Manes pripremao na zajednički život još prije nego što ih je okupio u samostansku zajednicu u Madridu.

## Štovanje
Štovanje sv. Dominika rašireno je po mnogim hrvatskim gradovima. Njemu je posvećeno nekoliko crkava i kapelica. U Hrvatskoj samo jedna župa službeno ima sv. Dominika za nebeskog zaštitnika (Konjščina) i jedna župa s kapelom sv. Dominika u Bosni i Hercegovini (Goražde).
U Dubrovniku, na izlazu iz grada (Ploče), u Ulici sv. Dominika, nalazi se samostan i crkva sv. Dominika. Dominikanci su došli u Dubrovnik 1225. i u kontinuitetu su ostali sve do danas. Od relikvija što se čuvaju u samostanskom muzeju pozornost privlači prst sv. Dominika koji je donesen iz Bologne 1233. godine. U samostanskoj crkvi nalazi se oltar sv. Dominika sa slikom Čudo sv. Dominika (Vlaho Bukovac, ulje na platnu, Prag, 1911.); na propovjedaonici iz 14. st., rađenoj od kamena, nalazi se i lik sv. Dominika. Na zapadnom pročelju crkve rozeta prikazuje San sv. Dominika (vitraj, radionica Marinković, Zagreb; obnovljen 1994., nakon srpsko-crnogorskog bombardiranja Dubrovnika 1991. – 1992.). Među mnogim vrijednm umjetničkim djelima koja se čuvaju u samostanskom muzeju nalazi se i nekoliko djela na kojima je prikazan sv. Dominik: npr. triptih Nikole Božidarevića "Bogorodica sa svecima" (Dubrovnik, oko 1500.) prikazuje sv. Dominika, s modelom crkve u rukama. Pala Nikole Božidarevića "Sveta konverzacija" (Dubrovnik, 1513.), uz Bogorodicu s Djetetom, prikazuje sv. Dominika s knjigom i ljiljanom u rukama, a uz njega je apostol Matej; u trokutastom zabatu na vrhu prikazano je skidanje s križa sa sv. Dominikom i trima sveticama. I na poliptihu Lovre Dobričevića Marinova (Krštenje Kristovo, 1448.) nalazi se lik sv. Dominika. Na jednoj pali nepoznatog slikara iz 16. stoljeća sv. Dominik je prikazan skupa sa sv. Antunom Pustinjakom, sv. Jelenom Križaricom i sv. Janjom mučenicom. Lik svetog Dominika zastupljen je i u djelima koja se nalaze u zbirci moderne umjetnosti nalazi: Ivan Lacković-Croata (Sv. Dominik, Zagreb, 1990.) i Josip Bifel (Preminuće sv. Dominika, Zagreb, 1990.).
U Splitu se crkva Gospe od Ružarija koja je u sklopu samostana sv. Katarine Aleksandrijske, a danas se uobičajeno naziva crkvom sv. Dominika. U samostanu i župi aktivno djeluje vokalno instrumentalni sastav Dominik (osnovan 1969.). Uz samostan (Hrvojeva 2) nalazi se i knjižara "Sv. Dominik".
Crkva Sv. Dominika u Trogiru podignuta je u 13. stoljeću kada i istoimeni samostan u njezinu sklopu. 
U dominikanskoj samostanskoj crkvi Gospe od milosti (1462.) u Bolu na Braču godine 1650. dograđena je kapela sv. Dominika. U samostanskoj crkvi je hrvatski barokni slikar Tripo Kokolja (1661. – 1713.) pod korom crkve oslikao slike dominikanskih svetaca, a središnja slika prikazuje sv. Dominika (iz 1713. Apoteoza sv. Dominika).
U Zadru se nalaz crkva svetog Dominika. U sklopu dominikanskog samostana u Zadru 1396. osnovano je generalno učilište dominikanskog reda koje je bilo prvo hrvatsko sveučilište i djelovalo sve do 1807.  
U župnoj crkvi sv. Jurja, na otoku Drveniku, nalazi se oltarna slika Antonija Grapinellija "Bogorodica od Presvetoga Ružarija sa sv. Dominikom i sv. Katarinom Sijenskom"; oltar je podignut 1736. godine. U gornjem dijelu pale okrunjena Bogorodica s Djetetom predaje krunicu pokleklim svecima. Uz sv. Dominika naslikani su i njegovi atributi: otvorena knjiga i pas s gorućom bakljom u ustima, dok sv. Katarini na glavu Krist stavlja cvjetnu krunu.
U Svetom Jakovu, na otoku Lošinju, u župnoj crkvi sv. Marije (sagrađena u 19. stoljeću), na glavnom oltaru slika iz 19. stoljeća prikazuje Majku Božju od Ruzarija sa sv. Dominikom, sv. Katarinom Sijenskom i sv. Jakovom.
U Zagrebu, na području župe Kraljice sv. Krunice koji vode dominikanci, u Domu za starije i nemoćne osobe Maksimir u zagrebačkoj četvrti Ravnice, na petome katu nalazi se kapelica Svetoga Dominika, otvorena 1990., a posvećena 25. svibnja 1991.
U Sloveniji, koja je u sastavu Hrvatske dominikanske provincije, pokraj župne crkve Gospe Svete i dominikanskog samostana nalazi se zasebna kapelica sv. Dominika.

## Devet načina molitve svetog Dominika
Devet načina molitve svetog Dominika napisao je nepoznati autor, vjerojatno u Bolonji, negdje između 1260. i 1288. godine. Izvor njegovih informacija bila je sestra Cecilija, iz samostana Svete Janje u Bologni (koju je u Red primio sveti Dominik), kao i drugi koji su bili u dodiru sa svetim utemeljiteljem dominikanskog Reda. Rani rukopisi djela bili su popraćeni minijaturnim crtežima različitih položaja, koje je sveti Dominik zauzimao tijekom molitve. One crteže koji se nalaze u španjolskom rukopisu u Vatikanskoj knjižnici, Codex Rossianus 3, radio je vješti minijaturist u žarkim bojama. 
Devet načina molitve ponekad su bili tiskani kao dodatak Životu svetog Dominika Teodorika od Apoldija, iako oni ne čine dio te knjige. Naime, njemački dominikanski provincijal Conrada iz Trbenseea, sudjelujući na Općem zboru Reda u Italiji, pohodio je i Bolognu 1288. godine. Tamo je pronašao Devet načina molitve i druge dokumente koji se odnose na svetog Dominika i odnio ih u Njemačku teodoriku, koji je u to vrijeme započeo pisati Dominikov životopis.

## Dominik i Jordan Saski
Blaženi Jordan Saski je Dominikov prvi suradnik i njegov prvi nasljednik u upravi Reda propovjednika (1222.). Umro je 1237. godine. Ime Jordana Saskog vezano je i uz hrvatske krajeve. Kao Učitelj Reda propovjednika poslao je u Svetu Zemlju skupinu braće koji su se na putu zaustavili u Dubrovniku te na molbu dubrovačkog kneza i puka tu i ostali. Dominikanci, koje je Jordan poslao, nastanili su se 1225. godine uz crkvu sv. Jakova u Dubrovniku te je tako osnovan prvi dominikanski samostan u hrvatskim krajevima.

## HimnaDivne l' nade
Povijest Dominikanskog reda svjedoči da su se braća dominikanci često u molitvi utjecala zagovoru svog Utemeljitelja i nisu zaboravila značenje Dominikove geste kad bi slao braću u propovijedanje uvjeravajući ih: „Ja ću moliti za vas“. Red je sa zahvalnošću sačuvao spomen na molitve što ih je Dominik prikazivao za svoju braću i važno obećanje da će im biti korisniji nakon smrti negoli za života. Toga se braća i sestre Reda propovjednika sjećaju i u himnu O spem miram (Divne l' nade), koji je skladan prije 1256. godine. Kadgod braća dominikanci i sestre dominikanke, osobno ili zajednički, mole ili pjevaju himan Divne l' nade, vapiju Dominiku „Vrši, Oče, što si rek'o – molitvom pomozi nas“ (tekst na wikizvoru: Divne l' nade).

## Vanjske poveznice
Ostali projekti
|  | Zajednički poslužitelj ima još gradiva o temi Sveti Dominik         |
|  | Wikizvor ima izvorni tekst Pismo sv. Dominika kolidricama u Madridu |
|  | Wikizvor ima izvorna djela autora: Domingo de Guzmán                |

Mrežna mjesta
- Hrvatska dominikanska provincija Navještenja BDM, službeno mrežno mjesto
- Čudesa svetog Dominika  Arhivirana inačica izvorne stranice od 7. veljače 2009. (Wayback Machine)